# It's Ok, All Right
It's Ok, All Right is een Engelstalige single van het Belgisch muziekproject Def Dames Dope uit 1992.
Op de B-kant van de single stonden een 12" remix en 7" radio remix van het nummer.
Het nummer verscheen op het album It's a Girl! uit 1993.